# Mas de Fortunyo (Arnes)
El Mas de Fortunyo és un edifici del municipi d'Arnes (Terra Alta) inclosa en l'Inventari del Patrimoni Arquitectònic de Catalunya.

## Descripció
Es tracta d'una edificació aïllada en terreny pendent situat a les proximitats del poble. Els murs de maçoneria, revocats a la façana sud. Hi ha carreus a les cantonades. L'accés es realitza per la façana posterior nord.
La façana nord només té dues plantes amb la porta i un parell de petites finestres. La façana sud té quatre plantes i les obertures estan modulades. Està clarament formada per dues parts amb orientacions lleugerament diferents i cobertes amb vessants oposades. Les obertures també són diferents a la tercera planta, a l'esquerra són d'arc de mig punt, a la dreta, amb l'arc rebaixat.
A les golfes només hi ha finestra a la dreta. A la planta segona les obertures estan balconades. La construcció actual és el resultat de la unió de dues cases primitives. La zona sud de l'edifici està envoltada per un mur de maçoneria on s'hi cultiven hortalisses.
Centrat a la façana sud hi trobem un rellotge de sol.